# Synthesizer

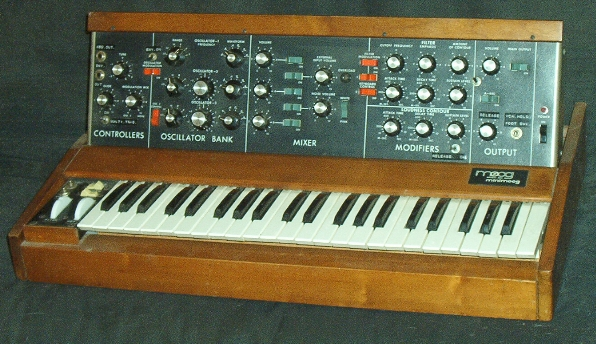
En Moog Minimoog.

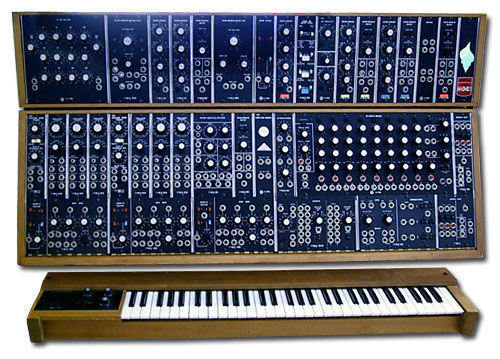
En Moog Modular 55.

En synthesizer (från grekiska "syn" och "thesis", en sammanslagning av ljudpåverkande moduler), vardagligen synt, är ett elektroniskt musikinstrument som via analog eller digital ljudsyntes förmår skapa ett näst intill oändligt antal olika ljud. Ofta används synthesizern för att härma akustiska instrument eller andra redan existerande ljud men den ger även möjlighet till att skapa helt nya. 
Synthesizern är ofta det dominerande musikinstrumentet vid skapandet av olika typer av elektronisk musik.

## Historia
Föregångare till elektroniska musikinstrument är
- Teleharmonium från år 1897
- Theremin som kom år 1919
- Melochord som kom år 1947.

Bandspelare användes tidigt för att skapa elektronisk musik, genom dess förmåga att skapa eko, samt effekter som kan åstadkommas genom variabel bandhastighet. 
Harry Olson och Harbert Belar anställda vid elektronikföretaget RCA påbörjade utvecklingen av Synthesizern RCA Mark I år 1951. Denna hade 12 oscillatorer. Denna presenterades omkring år 1956. Denna styrdes av en pappersremsa med hål i. Nästa version var RCA Mark II med 24 oscillatorer som presenterades år 1957. Nästa steg i utvecklingen var att styra synthesizern från ett tangentbord. Omkring år 1960 arbetade Pierre Schaeffer samt Karlheinz Stockhausen med att ta fram elektroniska musikinstrument.

## Syntens uppbyggnad

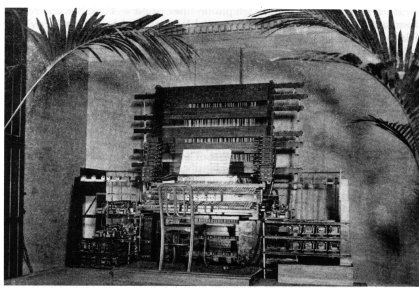
Telharmonium, Thaddeus Cahill 1897

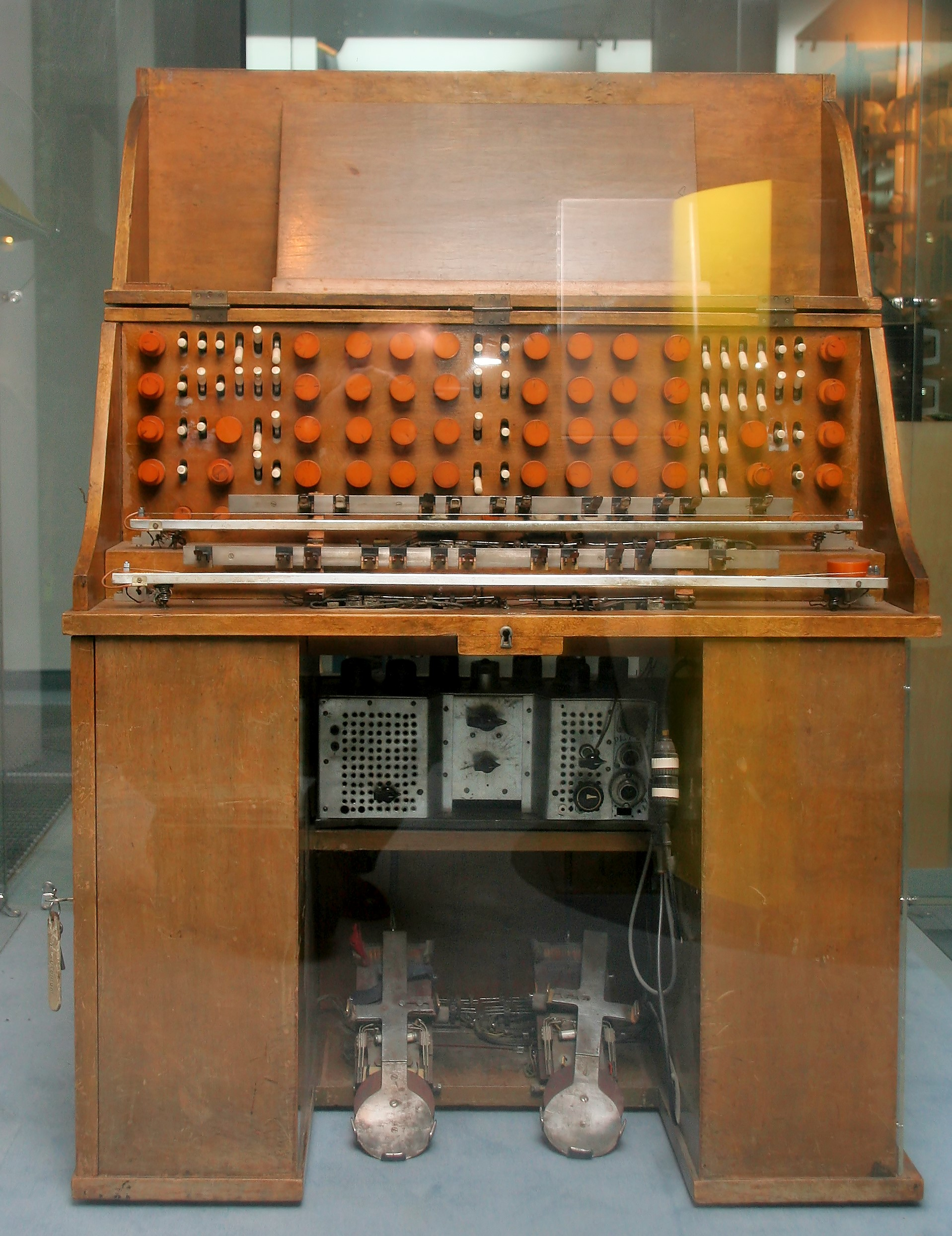
Trautonium, 1928

### Den ljudalstrande delen
Den ljudalstrande delen i en synthesizer består av en eller flera oscillatorer som skapar en mer eller mindre komplex signal och ett nät av funktioner som påverkar signalen. Nätet kan bestå av bland annat filter, förstärkare och ringmodulatorer som i sin tur kan styras av konturgeneratorer, långsamtsvängande oscillatorer eller användaren.

### Den styrande delen
Utöver den ljudalstrande delen finns oftast en manuell anordning för att spela instrumentet. Denna anordning är traditionellt en klaviatur men synthesizern kan även styras via andra typer av mekaniska anordningar som slagytor, styrhjul, joysticks och tryckkänsliga ytor. Det finns också syntar avsedda som övningsinstrument eller ljudvariationsmedel för musiker som spelar något i en lång rad andra instrument; synten är då speltekniskt utformad som förlageinstrumentet och man talar om trumsynt, saxsynt, gitarrsynt och så vidare.
Dessutom förekommer, särskilt på äldre instrument, ett stort antal reglage för att ställa ljudsyntesens olika parametrar men också för att ändra själva kopplingen mellan instrumentets olika ljudalstrande delar.
Möjlighet att påverka ett stort antal parametrar, antingen i realtid eller via lagrade program, kan sägas vara den huvudsakliga skillnaden mellan en synthesizer och keyboards, elorglar och elpianon, som bara har ett antal färdiga ljud med få reglerbara parametrar.
Ett populärt sätt att koppla ihop och styra synthesizers är via MIDI som är ett digitalt gränssnitt utvecklat för just musikaliska tillämpningar. Ett annat och äldre sätt är via CV/Gate som är en typ av styrspänningssignal.
En synthesizer med endast elektroniskt gränssnitt, och alltså utan klaviatur eller annan inmatningsenhet, brukar kallas synthesizermodul.

## Syntkomp
Syntkomp är färdiga ackompanjemang som finns på en del synthesizer. Oftast får man välja mellan ett antal olika genrer, exempelvis bossa nova, rock, salsa eller polka. När man trycker ned ett ackord på synthesizern spelas ett färdigt ackompanjemang eller "komp" upp. Ofta bestämmer man ackord på kompet med den vänstra delen på synten, så att man fritt kan spela en melodi på den högra delen av synthen. 
Vissa artister väljer att använda syntkomp i sin musik. Det förekommer kritik mot det, i och med att man då använder ett komp som är fördefinierat. Det kan vägas mot att artisten då själv styr över musiken som helhet.
Ett album som använder syntkomp på alla spår är Cocktail av Doktor Kosmos.

## Synthesiser

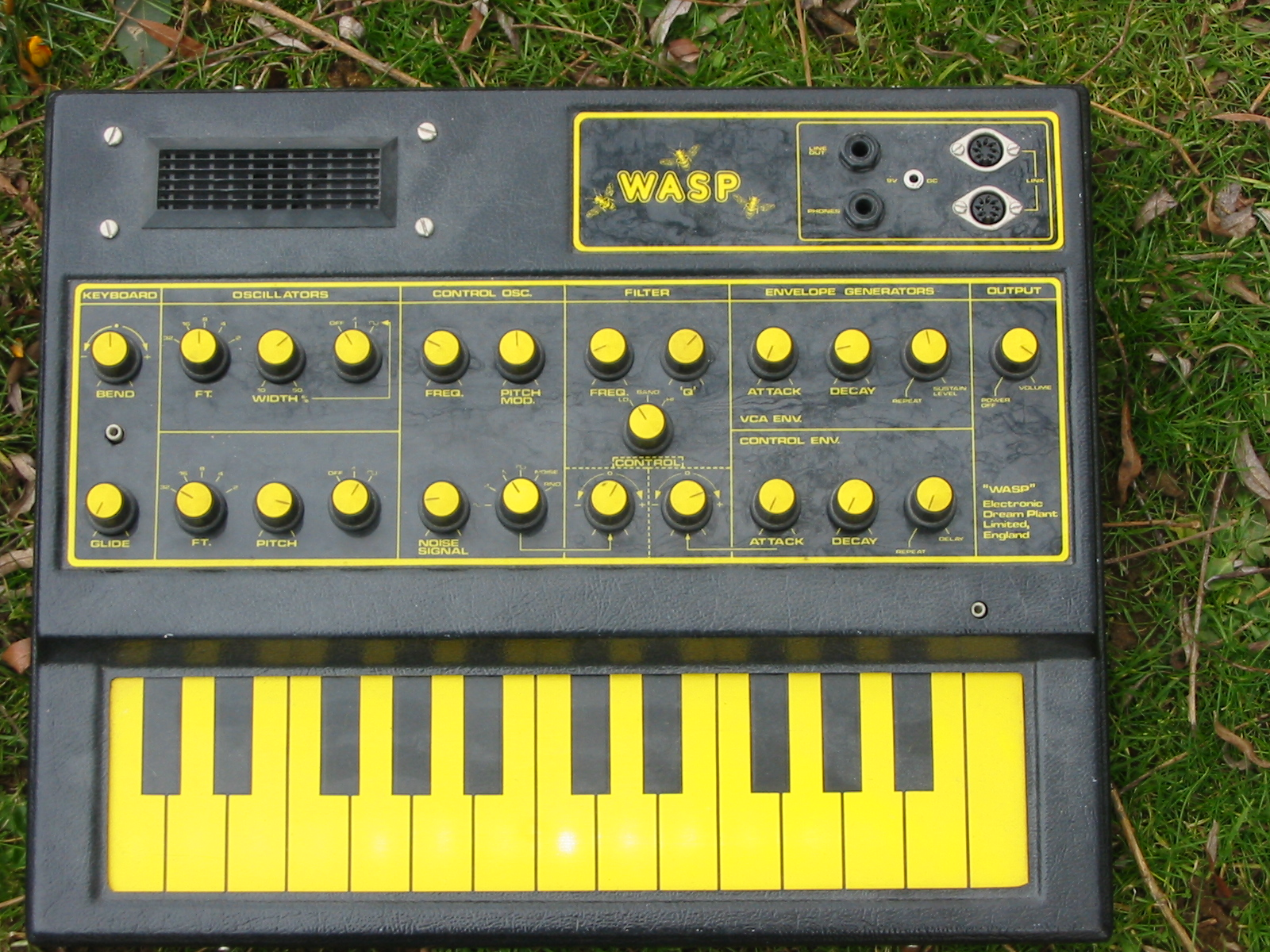
En EDP WASP synthesiser.

Synthesiser är den brittiska stavningen som inte fått något större fäste utanför Storbritannien. Företag som Oxford Synthesiser Company och Electronic Dream Plant använde uteslutande denna stavning.

## Typer

### Analogsynt

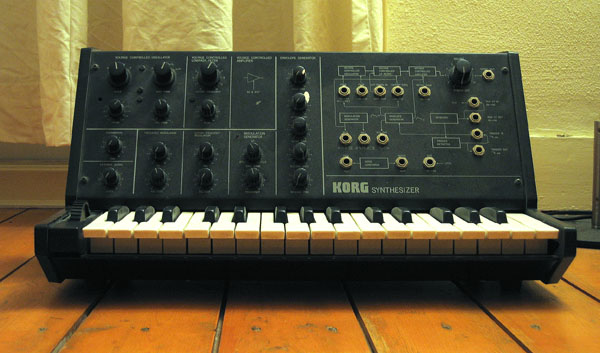
En Korg MS-10 analogsynthesizer

Dessa byggs med främst diskreta analoga komponenter som resistorer, kondensatorer, transistorer, dioder, och integrerade operationsförstärkare. Även digitala integrerade kretsar och mikroprocessorer kan användas för att kontrollera sådant som tangenter, reglage, teckenfönster, och elektroniska gränssnitt. Är digitala kretsar däremot inblandade i själva ljudgenereringen är det inte längre en analog synthesizer. Exempel på analoga synthesizers är Moog Music Mini Moog och PAiA FatMan.
Ljudkällan är en eller flera oscillatorer som sen modifieras med modulatorer och filter. Tonhöjden kontrolleras via CV (control voltage). 
Idag är synthesizers som bygger på digital teknik men försöker emulera analoga syntars egenskaper allt mer vanliga. Tillverkarna försöker ofta marknadsföra dessa som analoga men en mer korrekt benämning är analogemulerande, eller virtuellt analoga synthesizers. Dessa så kallade VA synthesizers har funnits sedan början av 1990-talet och blir ständigt bättre och bättre, men musiker kan ofta fortfarande höra och känna skillnaden mellan äkta och virtuella analogsynthar.

### Hybridsynt
Är en blandning av analogsynthesizer och digitalsynthesizer i vilken vågformerna oftast skapas av en DCO medan filter och förstärkare etc är analoga. Exempel på sådana är Korg Poly-800 och Oxford Synthesiser Company OSC:ar. 

### Digitalsynt

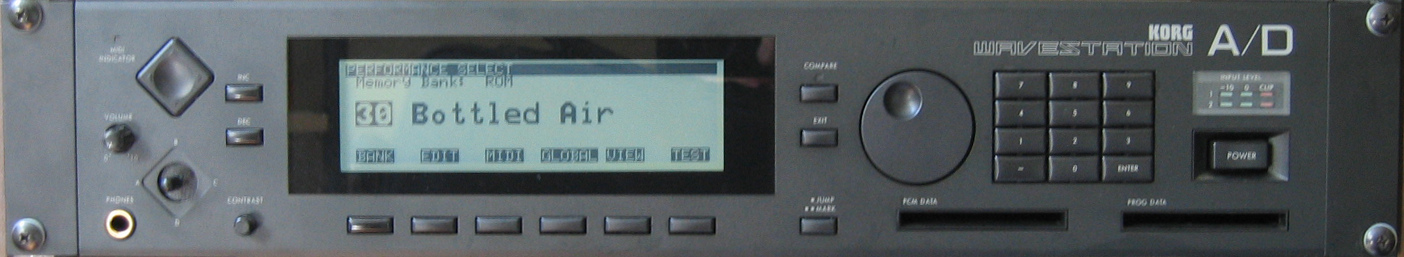
En Korg Wavestation A/D digitalsynthesizer.

Använder sig av mikroprocessorer för all ljudalstring och manipulering av detsamma. Exempel på sådan är Yamaha DX7 och Casio CZ-1. 
En underklass till dessa är virtuellt analoga, sk. VA-synthesizers, som simulerar en analog synthesizer i den digitala domänen som till exempel Clavias Nord Lead.

### Mjukvarusynt
Ett virtuellt instrument eller så kallade mjukvarusynthesizer är en synthesizer som består av ett datorprogram som kör antingen i en persondator eller i en dedikerad hårdvara. Exempel på sådana är Propellerheads Reason och Native Instruments Pro-53.

## Modularsyntar

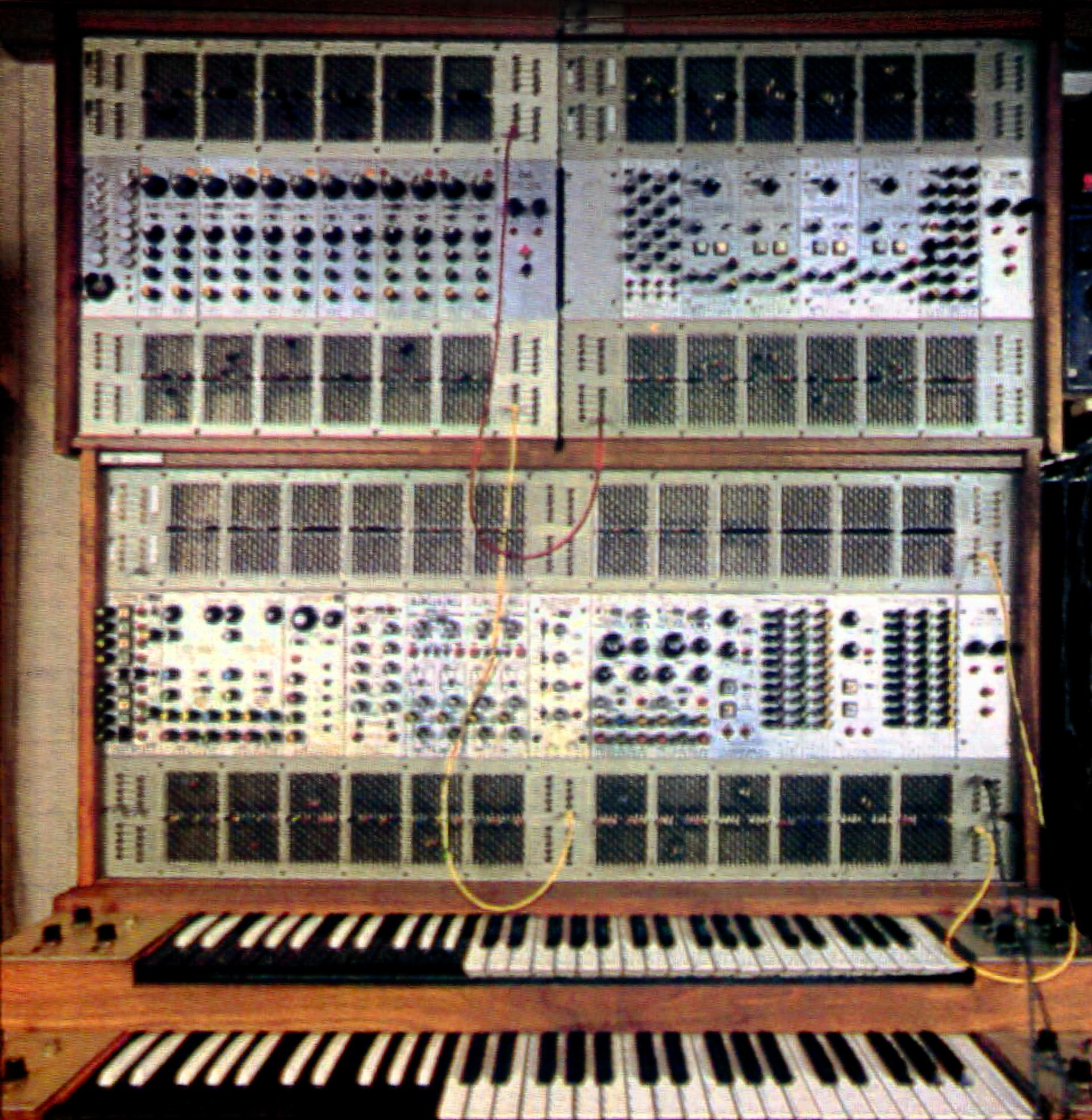
En ARP 2500 modularsynthesizer.

Ett specialfall av i första hand analogsynt är en modularsynt. En modularsynt eller modular är den ursprungliga formen av synthesizer där varje komponent består av en modul monterad i ett rack där signal- och kontrollvägarna skapas genom att så kallade patchkablar kopplas mellan de olika modulerna. Under åren har det funnits och finns flera olika system och standarder men de största har varit Moog och ARP. Det förekommer även hybrider, så kallade för-patchade syntar där signal- och kontrollvägarna är begränsade. Dessa förhandskopplingar bryts när man kopplar in patchkablar. Idag tillverkas och designas moduler av flera mindre företag i världen samt av ett stort antal entusiaster.

## Viktiga syntkomponenter
För ljudalstring:
- VCO/DCO är oscillatorer som används för att skapa grundljudet.
- VCF/DCF är filter som används för att förändra ljudets spektrum.
- VCA/DCA är förstärkare som används för att förändra ljudets amplitud.
- Konturgenerator är en styrspänningsskapare som varierar i tiden.
- LFO är en styrspänningsskapare som varierar i tiden med en återkommande cyklisk vågform, ofta med mycket lägre frekvens än VCO/DCO.
- Ringmodulator är en elektronisk krets som används för att multiplicera två signaler och som ger en metall-liknande klang.

För ljudkontroll:
- Pitchbend är en kontroll som används för att förändra tonhöjden på ljudet.
- Modulationshjul är en kontroll som ursprungligen användes för kontrollera LFOs inverkan på filter och förstärkare men som nu används till att styra diverse olika parametrar hos ljudsyntesen.
- Klaviatur är en rad av tangentliknande plattor eller knappar som används för att kontrollera tonhöjden på ljudet efter en given skala.

## Berömda synttillverkare
- Moog Music
- Fairlight
- Yamaha
- Roland
- Korg
- Clavia
- E-mu Systems
- Casio
- EDP - Electronic Dream Plant
- OSC - Oxford Synthesiser Company
- Buchla Synthesizers (nu Buchla & Associates)
- EMS - Electronic Music Studios
- Oberheim
- ARP Instruments
- Sequential Circuits